# Kroatiens försvarsmakt

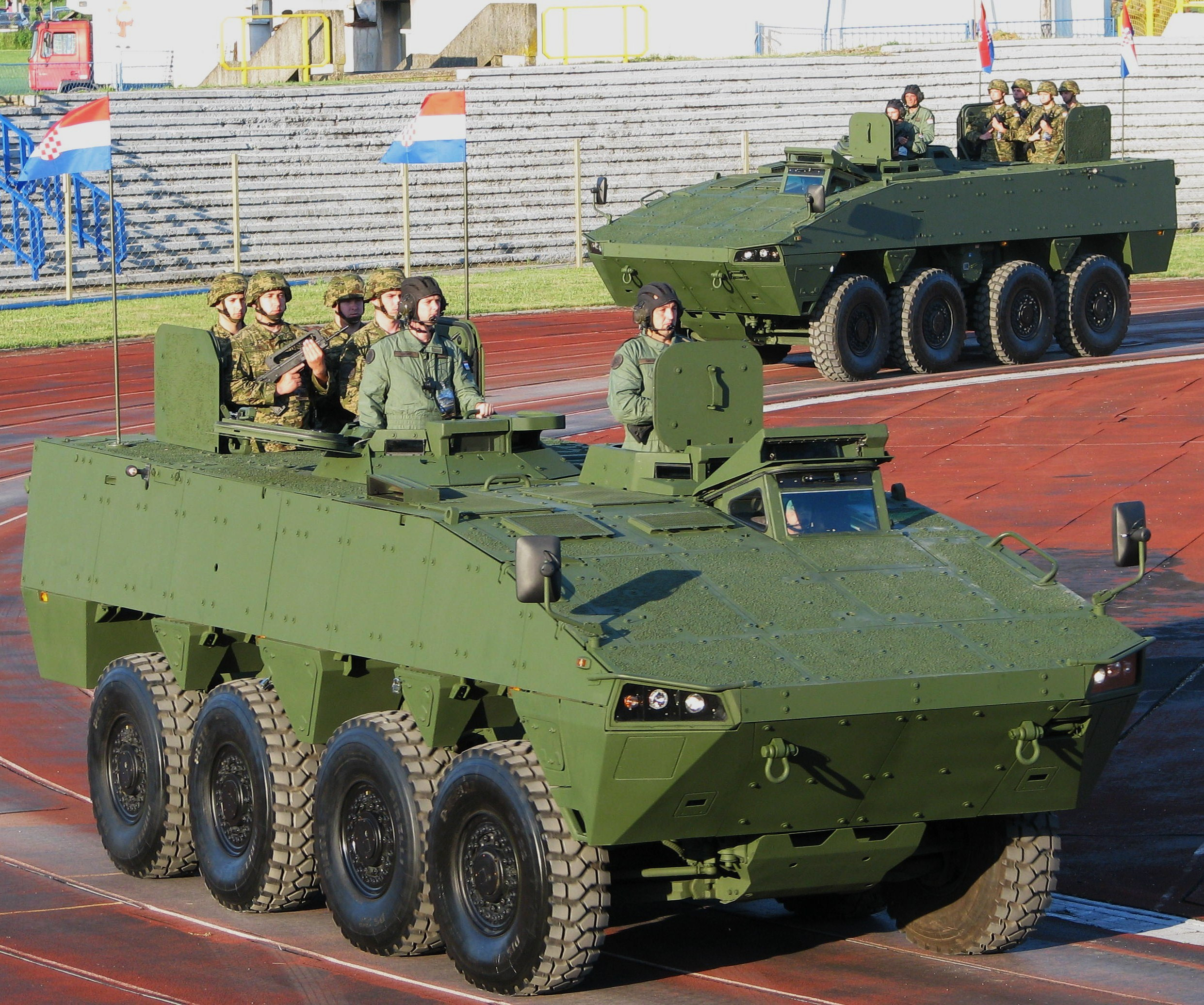
Pansarfordon typ Patria XA-360 AMV tillverkad av Patria

Kroatiens försvarsmakt, (kroatiska: Oružane snage Republike Hrvatske, eg. Republiken Kroatiens väpnade styrkor, akronym OSRH) är den militära organisation som ansvarar för försvaret av Kroatien. Den kroatiska försvarsmakten sorterar under det kroatiska försvarsministeriet och dess primära mål är att bevara landets självständighet och skydda dess territoriella integritet. Den grundades år 1991 består av de tre vapenslagen armén, marinen och flygvapnet.
Kroatien är sedan år 2009 medlem av försvarsalliansen Nato och landets försvarsmakt har deltagit och deltar i flera FN- eller Nato-ledda fredsbevarande operationer värden över.

## Försvarsgrenar
- Kroatiska markarmén
- Kroatiska örlogsflottan
- Kroatiska flygvapnet och luftförsvaret